# Sony Ericsson K800

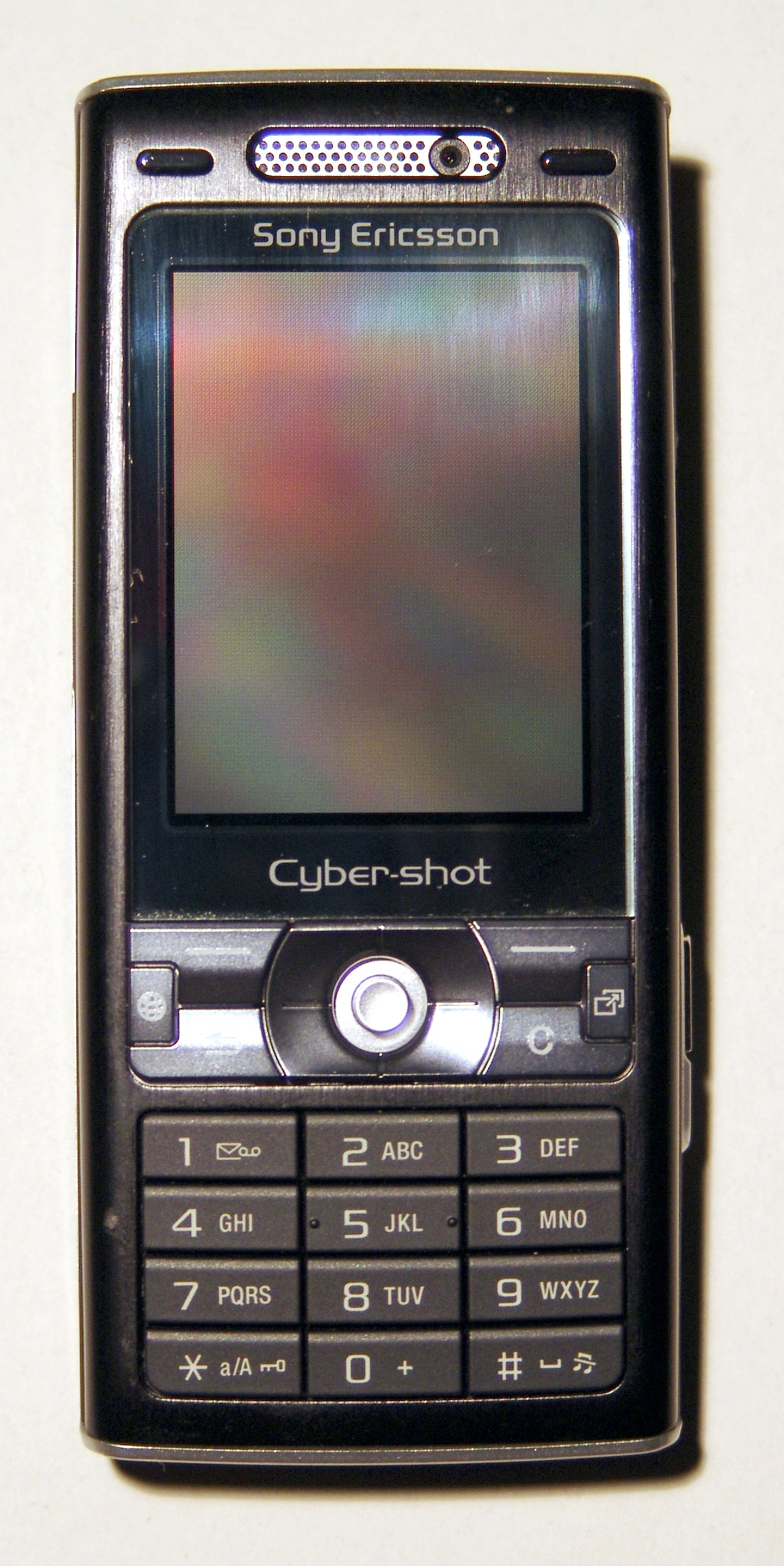
Sony Ericsson K800i

Das Sony Ericsson K800i (Codename Wilma) ist ein UMTS-Mobiltelefon des schwedisch-japanischen Telekommunikationskonzerns Sony Ericsson, das Ende Juni 2006 erschienen ist.

## Modellausführungen, Modellvergleich
Das K800i ist das Nachfolgermodell des Sony Ericsson K750. Schwestermodell ist das K790i, das nicht über UMTS, jedoch über EDGE verfügt. Das K800i ist in vier verschiedenen Farbvarianten erhältlich: Velvet Black, Allure Brown, Concrete Silver und in der limitierten Royale Silver Edition. Das i steht für International, es gibt noch die Ausführung a für Amerika und c für China.

## Technische Eigenschaften
Das K800i war weltweit das erste Mobiltelefon, das über eine 3,2-Megapixel-Digitalkamera mit Autofokus, Xenon-Blitz und Bildstabilisator für Einzelbilder und Videos verfügte. Sony Ericsson verwendete für das K800i in Anlehnung an Sonys Digitalkameraserie die Zusatzbezeichnung Cyber-shot. Es war das erste Handy, das über die sogenannte BestPic-Funktion verfügte, die es gestattete, in hoher Geschwindigkeit neun hochauflösende Bilder zu machen (zum Beispiel bei Bewegungsabläufen), um danach das beste Bild manuell auszuwählen.
Das K800i hat einen integrierten MP3-Player, ein RDS-Radio, ein integriertes Diktiergerät, einen Feedreader und kann E-Mails versenden. Der interne Speicher von 64 Megabyte lässt sich über einen Memory Stick Micro (M2) erweitern (derzeit laut Hersteller bis maximal zwei Gigabyte; mit der aktuellen Softwareversion können tatsächlich sogar bis zu acht Gigabyte erreicht werden). Es ist ein Triband-UMTS-Mobiltelefon und hat zum Zwecke der Bildtelefonie eine VGA-Kamera auf der Frontseite. Das K800i wiegt bei Maßen von 106 × 47 × 22 Millimetern etwa 114 Gramm. In den meisten Fällen erhält der Nutzer das standardmäßige Headset mitgeliefert. Mit 0,58 Watt pro Kilogramm liegt der SAR-Strahlungswert sehr niedrig. Die 3,2-Megapixel-Kamera verfügt über einen 16-fachen Digitalzoom.

### Synchronisierung
Das K800i verfügt außerdem über eine Bluetooth- und eine IrDA-Schnittstelle.
Die Kalender- und Termin-Funktionen sind stark an Microsoft Outlook orientiert und Kontakte (bzw. Visitenkarten) sowie Termine lassen sich mit Microsoft Outlook 2003 und 2007 oder Outlook Express, aber auch mit dem Adressbuch von Mac OS X via Bluetooth-Schnittstelle oder Datenkabel synchronisieren, was jedoch nicht ganz reibungsfrei funktioniert. Die Synchronisation von Terminen, Kontakten, Aufgaben und Notizen ist mittels SyncML OTA auch ohne Datenkabel direkt über das Internet möglich und funktioniert zuverlässig mit Open-Source-Groupware-Applikationen wie Horde.
Für Benutzer von freien oder Open-Source-Kalender-, Termin- und Adressprogrammen gibt es mit der kostenlosen Software (Freeware) MyPhoneExplorer eine weitere stabile Möglichkeit diese zu synchronisieren. Folgende proprietäre und freie Programme können mit der Software synchronisiert werden: Outlook, Outlook Express, Lotus Notes, Sunbird, Thunderbird, Rainlendar und Google.

### Unterstützte Video-Formate
- 3gp (*.3gp) (Video Codec: MPEG-4, H.263, Xvid, avi) (Audio Codec: AAC, AMR)

- MP4 (*.mp4) (Video Codec: MPEG-4) (Audio Codec: AAC)

#### Auflösungen von Videos
Video-Bildgröße 128 × 96 bis 320 × 240 Pixel, wobei die Aufzeichnung von Videos auf 176 × 144 und 15 fps begrenzt ist.

#### Sonstiges
Das Sony Ericsson K800i unterstützt beide Formate auch mit der Funktion VGA oder QCIF.

### Plattform
Der Prototypname Wilma bezeichnet auch die Hardware-Plattform des K800i, die für zukünftige Mobiltelefone aus dem Hause Sony Ericsson verwendet wurde.

## Probleme
Ein Manko des K800i ist die fehlende Implementierung des SIM Access Profiles. Wie bei fast allen Sony-Ericsson-Mobiltelefonen werden umgeleitet eingehende Anrufe (CF) nur eine Sekunde (zu Beginn des Klingelzeichens) als solche angezeigt und sind damit praktisch nicht unterscheidbar.